# Copidocephala guttata
Copidocephala guttata är en insektsart som först beskrevs av White 1846.  Copidocephala guttata ingår i släktet Copidocephala och familjen lyktstritar. Inga underarter finns listade i Catalogue of Life.